# Каменка (Грачёвский район)
Каменка — село в Грачёвском районе Оренбургской области в составе Грачёвского сельсовета.

## География
Находится на расстоянии примерно 10 километров по прямой на юг от районного центра села Грачёвка. 

## История
Село упоминается с 1782 года, когда жило там 81 человек: мордва и русские. В 1863 году была построена Казанско-Богородицкой церковь. В 1900 году было 212 дворов и 1313 человек. В 1929 году 229 дворов, 1095 человек (русские 643, мордва 445). В советское время работали колхозы «Красный Комбат», им. Чапаева, им. Ленина, «Рассвет» и «Заря».

## Население
Население составляло 114 человек (71 % русские) по переписи 2002 года ,  15 по переписи 2010 года.